# Cazaux-Layrisse
Cazaux-Layrisse (em occitano:  Casau de Lairiça) é uma comuna francesa na região administrativa da Occitânia, no departamento do Alto Garona. Estende-se por uma área de 2.76 km², com 63 habitantes, segundo o censo de 2018, com uma densidade de 23 hab/km².